# Katedra św. Budolfi w Aalborgu
Katedra św. Budolfi w Aalborgu (duń. Budolfi Kirke) – katedra luterańska w Aalborgu. Główna świątynia diecezji Aalborg (Aalborg Stift). Mieści się przy ulicy Algade.
Świątynia została zbudowana pod koniec XIV wieku, pierwsze informacje o nim pochodzą z 1399 roku. Kościół wybudowany w stylu gotyckim, ma 56 metrów długości i 22 metry szerokości. W drugiej połowie XVIII wieku do kościoła została dobudowana 28-metrowa wieża, która zakończona jest 35-metrowym hełmem oraz iglicą. Znajdują się na niej cztery dzwony. W końcu XIX wieku do świątyni zostały dobudowane nawy boczne, a później również kaplica. Wnętrze kościoła jest bardzo bogato zdobione. Do głównych elementów wyposażenia należą: pięknie rzeźbione ambony i ołtarz główny, marmurowa chrzcielnica, organy oraz inne sprzęty, takie jak świeczniki czy obrazy. 